# カリンガ・パーク
カリンガ・パーク（Kalinga Park）は、オーストラリアのブリズベンのウールーウィンにある公園。クリケット、テニスなどのクラブにより使用されている。ショー・パークと隣接している。

## 歴史
1910年9月3日にアンザック・メモリアル・パーク（Anzac Memorial Park）として開園。第一次世界大戦後、カリンガ・パークに改名した。